# Shangyou Shuiku (reservoar i Kina, Xinjiang)
Shangyou Shuiku (kinesiska: 上游水库) är en reservoar i Kina. Den ligger i den autonoma regionen Xinjiang, i den nordvästra delen av landet, omkring 680 kilometer sydväst om regionhuvudstaden Ürümqi. Shangyou Shuiku ligger 1 029 meter över havet. Arean är 26,2 kvadratkilometer. Trakten runt Shangyou Shuiku är ofruktbar med lite eller ingen växtlighet. Den sträcker sig 10,0 kilometer i nord-sydlig riktning, och 6,7 kilometer i öst-västlig riktning.
Genomsnittlig årsnederbörd är 114 millimeter. Den regnigaste månaden är juni, med i genomsnitt 33 mm nederbörd, och den torraste är december, med 2 mm nederbörd.